# انتونیو انسلا
انتونیو انسلا (انگلیسی: Antonio Ansola; ۱۷ ژانویهٔ ۱۹۳۱ – ۲ دسامبر ۲۰۱۳) بازیکن فوتبال اهل اسپانیا بود.
از باشگاه‌هایی که در آن بازی کرده‌است می‌توان به باشگاه فوتبال الچه و باشگاه فوتبال رئال سوسیداد اشاره کرد.